# Индустријска зона Ривола (Лече)
Индустријска зона Ривола (итал. Zona Industriale Rivola) је насеље у Италији у округу Лече, региону Апулија.
Према процени из 2011. у насељу је живело 10 становника. Насеље се налази на надморској висини од 59 м.